# Colletotrichum acutatum
Espèce
Colletotrichum acutatum est une espèce de champignons ascomycètes de la famille des Glomerellaceae très répandue dans les régions tropicales et tempérées (répartition quasi-cosmopolite).
C'est l'une des espèces phytopathogènes parmi les plus importantes du genre Colletotrichum. Ce champignon est capable d'infecter de nombreuses plantes cultivées de grande importance économique, telles que le fraisier (Fragaria ×ananassa), les myrtilliers (Vaccinium spp.), l'amandier (Prunus dulcis), les agrumes (Citrus spp.), l'avocatier (Persea spp.), le manguier (Magnifera indica), l'olivier (Olea europaea), le pêcher (Prunus persica). Il provoque chez ces plantes, souvent conjointement avec une espèce voisine, Colletotrichum gloeosporioides, des « anthracnoses », particulièrement dommageables lorsqu'elles affectent les fruits.
C'est un champignon imparfait (asexué). La forme téléomorphe (sexuée) correspondante est identifiée comme étant Glomerella acutata, mais n'a jamais été isolée dans la nature mais seulement en laboratoire.  

## Infections chez l'animal
Bien que ce champignon n'était jusqu'alors connu que comme agent phytopathogène, on a noté en 2002 un cas d'infection chez une espèce animale, la tortue de Kemp (Lepidochelys kempi). Un jeune spécimen de cette espèce de tortue, aux défenses immunitaires probablement affaiblies à la suite d'une hypothermie prolongée et qui s'était échouée au cap Cod en 1999, souffrait d'une infection mycosique diffuse des poumons et des reins due à Colletotrichum acutatum. 
L'infection d'une population d'insectes (cochenille de la pruche, Fiorina externa) a également été signalée dans le nord-est des États-Unis en 2008. Elle a été attribuée à un isolat particulier, baptisé Colletotrichum acutatum var. fioriniae var. nov.  

## Synonymes
Selon Catalogue of Life (16 août 2015) :
- Colletotrichum acutatum var. acutatum J.H. Simmonds 1968
- Colletotrichum acutatum f. acutatum J.H. Simmonds 1968
- Colletotrichum acutatum hakeae Lubbe, Denman, P.F. Cannon, J.Z. Groenew., Lampr. & Crous 2004
- Colletotrichum acutatum f. pineum Arx 1981 (synonyme)
- Colletotrichum acutatum pineum Dingley & J.W. Gilmour 1972
- Colletotrichum fructigenum
- Glomerella acutata Guerber & J.C. Correll 2001 (téléomorphe)
- Glomerella acutata var. acutata Guerber & J.C. Correll 2001
- Glomerella acutata var. fioriniae Marcelino & Gouli 2008
- Glomerella fioriniae (Marcelino & Gouli) R.G. Shivas & Y.P. Tan 2009